# Фауар (округ)
Округ Фауар (араб. معتمدية الفوار) — округ в Тунісі. Входить до складу вілаєту Кебілі. Станом на 2004 рік населення становило 16 296 жителів.